# Combretum hilarianum
Espèce
Classification phylogénétique
Synonymes
- Combretum elegans Cambess. in A.F.C.de Saint-Hilaire, Fl. Bras. Merid. 2: 247 (1832), nom. illeg.
- Combretum floccosum Eichler in C.F.P.von Martius & auct. suc. (eds.), Fl. Bras. 14(2): 119 (1867)

Combretum hilarianum est une espèce de plantes à fleurs de la famille des Combretaceae. C'est un arbuste ou un petit arbre néotropical.

## Description
Combretum hilarianum est un arbuste ou un petit arbre.

## Répartition et habitat
Combretum hilarianum est présent en Bolivie, au Brésil et au Pérou. 
Il pousse un milieu tropical à saison sèche.